# Lijst van Eurocommissarissen voor Kredietverlening
De functie van Europees commissaris voor Kredietverlening was tussen 1967 (commissie-Rey) en 1999 (commissie-Santer) een functie binnen de Europese Commissie.

## Benamingen
- Kredietverlening (1967-1973, 1981-1985)
- Kredietwezen (1973-1977, 1985-1986, 1989-1999)
- Krediet (1986-1989)

## Commissarissen
|  | Naam                    | Lidstaat   | Nationale partij | Periode   | Commissies            |
|  | ----------------------- | ---------- | ---------------- | --------- | --------------------- |
|  | Albert Coppé            | België     | CDV              | 1967-1973 | Rey Malfatti Mansholt |
|  | Wilhelm Haferkamp       | Duitsland  | SPD              | 1973-1977 | Ortoli                |
|  | Geen commissaris        |            |                  | 1977-1981 | Jenkins               |
|  | François-Xavier Ortoli  | Frankrijk  | RR               | 1981-1985 | Thorn                 |
|  | Alois Pfeiffer          | Duitsland  | CSU              | 1985-1986 | Delors I              |
|  | Abel Matutes            | Spanje     | PP               | 1986-1989 | Delors I              |
|  | Karel Van Miert         | België     | SPA              | 1989-1993 | Delors II             |
|  | Henning Christophersen  | Denemarken | Venstre          | 1993-1995 | Delors III            |
|  | Yves Thibault de Silguy | Frankrijk  | Onafhankelijk    | 1995-1999 | Santer                |